# Bóveda de diamante

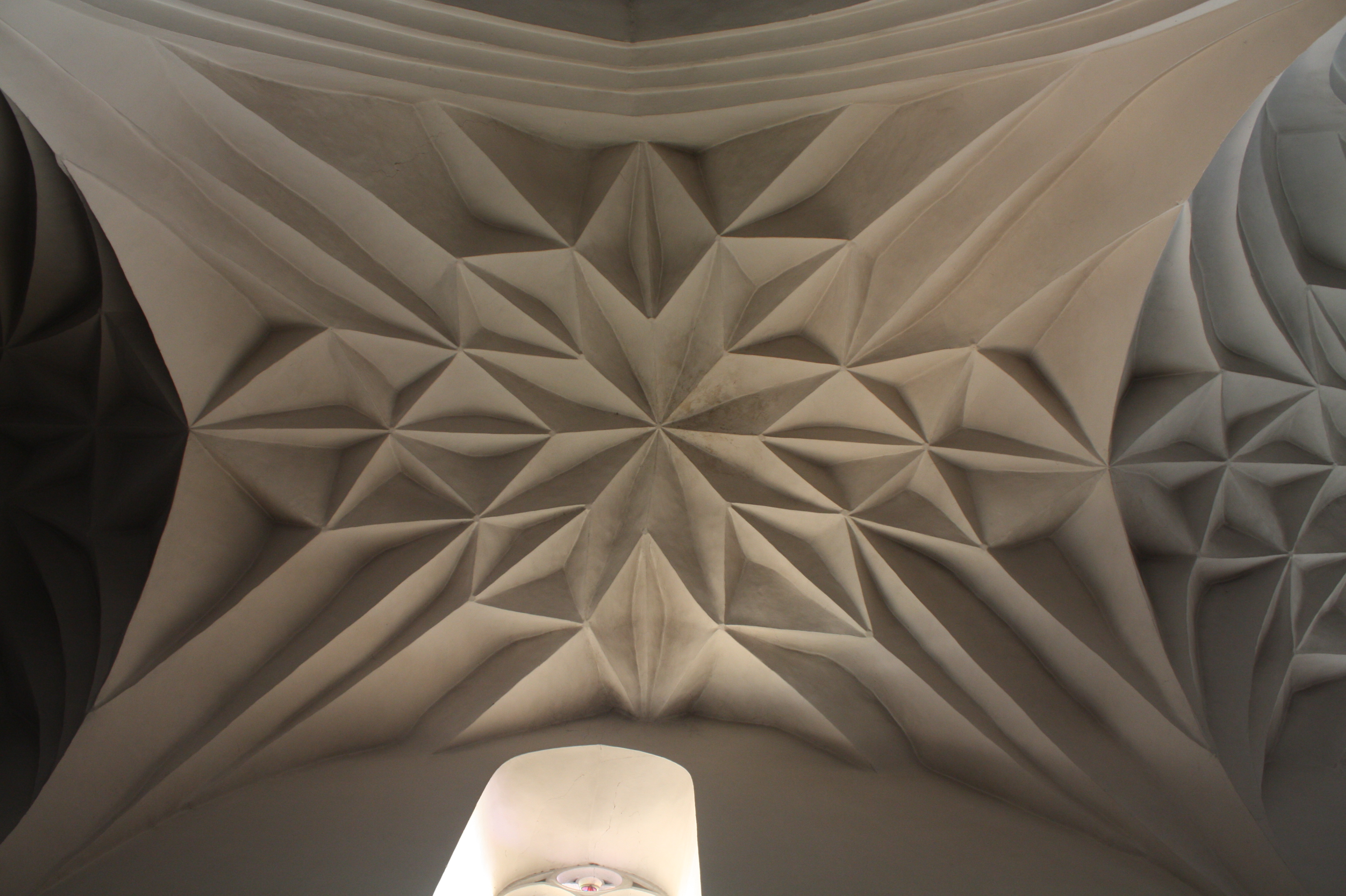
Una bóveda de diamante en la basílica de San Jorge en la ciudad polaca de Kętrzyn

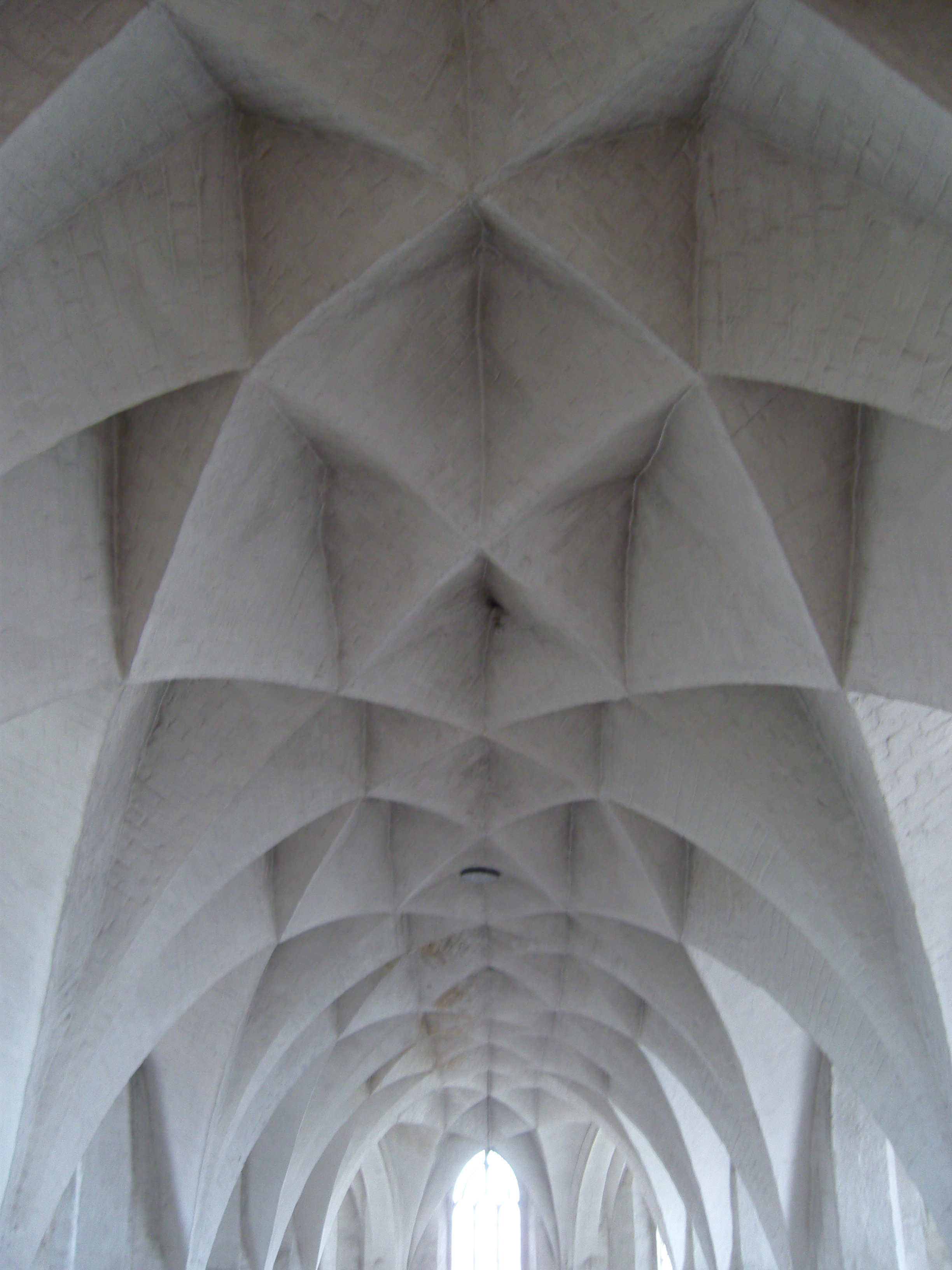
Vista de la misma bóveda de Senftenberg

Una bóveda de diamante(s) es una forma de bóveda utilizada en los estilos gótico tardío y renacentista, que se basa en un elaborado sistema de bóvedas cavernosas de una manera que se parece a los diamantes. Fue ampliamente utilizada sobre todo en los países de Europa Central.
Las bóvedas de diamante son techos cóncavo-convexo tan complejos que, como su nombre indica, evocan las facetas de una piedra preciosa tallada. Apareció por primera vez en 1471 en el palacio de Albrechtsburg en Meissen, Alemania, y se emplearon durante casi un siglo en lugares tan distantes como Gdansk, en el Báltico, y Bechyne en Bohemia Meridional (actual República Checa).
Desde el punto de vista histórico, las bóvedas de diamantes muestran la continua vitalidad de la arquitectura gótica en Europa Central, en un momento en que el redescubrimiento del pasado clásico en la Italia renacentista estaba cambiando el curso de la construcción. Arquitectónicamente, ofrecen algunos de los ejemplos más impresionantes de la experimentación geométrica y versatilidad tanto en espacios sagrados como profanos. El diseño de las bóvedas de diamante implicaba la comprensión de cómo todo el interior se forma mediante una correlación de su geometría, composición espacial y sistema de apoyo. Las bóvedas tienen la capacidad de integrar o compartimentar visualmente los interiores: pueden expandirlos por la recesión sin costuras o disminuirlos por la presencia pesada y claustrofobica de las aristas. Pueden añadir un elemento de irregularidad lúdico de los espacios simétricos, o por el contrario pueden armonizar los interiores de forma extraña. Su plasticidad se ve reforzada por el contrasteant juego de luz y oscuridad a través de sus superficies.
Las bóvedas de diamantes son algunas de las creaciones más originales, aunque menos conocidas, de la arquitectura medieval.